# Cristian Solimeno
Cristian Solimeno (ur. 27 kwietnia 1975 roku w Londynie) – brytyjski aktor, scenarzysta i reżyser filmów krótkometrażowych. Jest ekspertem w Jeet Kune Do i avid boks.
Syn pana Ambroggio, ma irlandzkie i włoskie pochodzenie. Dorastał w Londynie. Debiutował na szklanym ekranie w serialu BBC Dangerfield (1996), zanim po raz pierwszy pojawił się na dużym ekranie w niezależnej komedii Zrozumieć Jane (Understanding Jane, 1998). W serialu ITV Wycliffe (1998) wystąpił w roli detektywa Dicka Halla. Popularność zawdzięcza roli Jasona Turnera, nowego zawodnika drużyny piłkarskiej Earls Park, który stanowi zagrożenie dla dotychczasowego kapitana zespołu w serialu ITV Żony piłkarzy (Footballers' Wives, 2002–2003).
Można go było także zobaczyć w dramacie kryminalnym Spekulant (Rogue Trader, 1999) u boku Ewana McGregora i Alexisa Denisofa, mrocznej komedii Martwe dzieciaki (Dead Babies, 2000) z Paulem Bettany i Olivią Williams, dramacie sensacyjnym Antidotum (Unstoppable, 2004) u boku Wesleya Snipesa, filmie fantasy sci-fi Nieśmiertelny: źródło (Highlander: The Source, 2007) z tytułową rolą Adriana Paula i horrorze-giallo Matka łez (La terza madre / The Mother of Tears, 2007) jako detektyw Enzo Marchi. W katastroficznym dramacie telewizyjnym Futureshock: Comet Impact (Comet Impact, 2007) zagrał badacza NASA.